# CHG-Meridian
CHG-Meridian (Eigenschreibweise: CHG-MERIDIAN) ist ein Unternehmen mit Sitz in Weingarten im Landkreis Ravensburg, Baden-Württemberg. Es vermietet und verwaltet Assets der IT, Industrie und Healthcare für Konzerne, mittelständische Unternehmen, öffentliche Verwaltungen und Kliniken. CHG-Meridian wurde 1979 von Jürgen Gelf als Handelsgesellschaft für Computer gegründet und entwickelte sich zu einem Leasingunternehmen. Das Unternehmen unterhält Niederlassungen in mehr als 30 Ländern.

## Geschichte

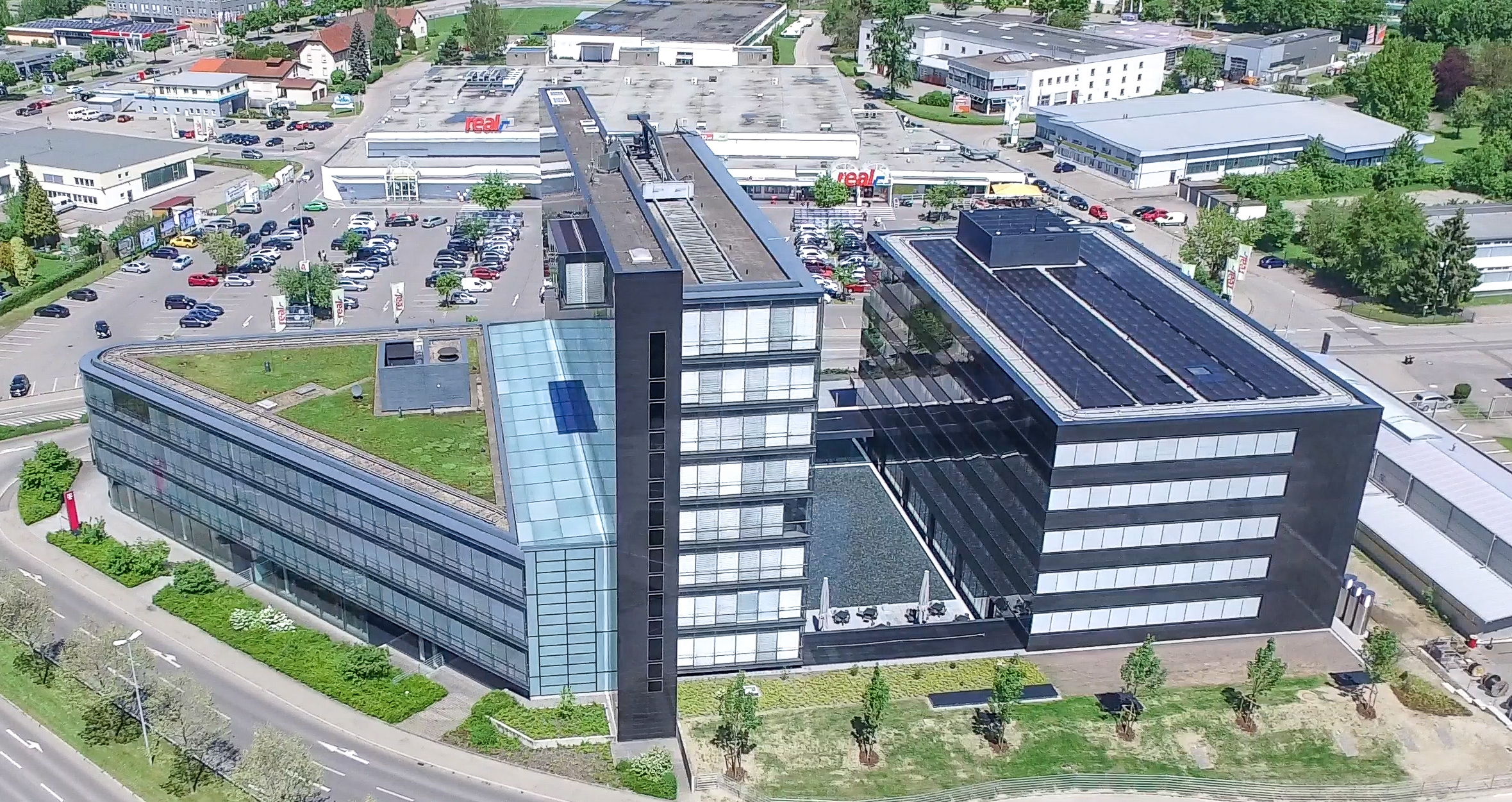
Zentrale von CHG-Meridian (2020)

### Unternehmensgründung
Im Jahr 1979 machte sich Jürgen Gelf in Berg mit der Vermittlung und dem Verkauf von Großcomputern an Zweitnutzer selbstständig. Die CHG Computer-Handels-Gesellschaft wurde als Gesellschaft mit beschränkter Haftung ins Handelsregister eingetragen. Nach kurzer Zeit rückte das Leasing von IT-Systemen in den Mittelpunkt des Geschäfts. Neben der Bereitstellung von Endgeräten half das Unternehmen seinen Kunden bei der Verwaltung entsprechender Infrastruktur, um beispielsweise unnötige Mehrfachanschaffungen von Peripheriegeräten und Softwarepaketen zu vermeiden. Anfang der 1990er Jahre arbeitete man mit der in Neckarsulm ansässigen TDS-Gruppe („Tele-Daten-Service“)  zusammen, einem Betreiber mehrerer Rechenzentren. TDS wurde Mitgesellschafter von CHG.

### Wachstumsstrategie
In den 1990er Jahren wurde CHG umstrukturiert. Infolgedessen wandelten die Eigentümer das Unternehmen unter dem Namen „CHG-Meridian Deutsche Computer Leasing“ in eine Aktiengesellschaft um. Jürgen Gelf, der sich bereits 1992 aus dem operativen Geschäft zurückgezogen hatte, rückte an die Spitze des Aufsichtsrats. 2003 eröffnete CHG-Meridian seine neue Zentrale in Weingarten, wo das Unternehmen bis heute ansässig ist. Die Mehrheit der Angestellten bezog dort ihr Büro.
CHG-Meridian hatte sich in Deutschland zu einer Leasinggesellschaft im Bereich Informationstechnologie entwickelt, zu deren Kunden auch DAX-Konzerne zählten.
In den 2000er Jahren folgten der Gründung von Niederlassungen in Österreich und dem Vereinigten Königreich Beteiligungen in Frankreich, Irland, Belgien und den Niederlanden. 2004 expandierte CGH nach Russland, in die Tschechische Republik und die Slowakei. Im selben Jahr wurde das französische Unternehmen Finexis übernommen, 2006 die belgische CSL Gruppe. 2009 kam es zum Erwerb einer Mehrheit an der in Kanada, Mexiko und den Vereinigten Staaten ansässigen Leasinggesellschaft El Camino Resources International. Es folgten weitere kleinere Akquisitionen. Das Volumen neuer Investitionen der Kunden des Unternehmens überschritt im Jahr 2014 erstmals die Milliardengrenze.

### Neuere Entwicklungen
2013 kam es nach dem Tod des Gründers zu diversen Veränderungen in der Geschäftsführung und dem Management des Unternehmens. Dies schloss auch Übernahmen ein, etwa von Acento aus Norwegen und der australischen Equigroup. Das „Erasure“-Verfahrens für die Löschung von Datenträgern wurde entwickelt.
2024 übernahm CHG-MERIDIAN das Portfolios der Maia Financial in Australien und akquirierte die Meridian Leasing Corporation in den USA. Zudem hat das Unternehmen seine Märkte um China, Malaysia und Thailand erweitert.

## Unternehmensstruktur
Als Muttergesellschaft von CHG-Meridian fungiert eine Aktiengesellschaft mit einem Grundkapital von 100 Millionen Euro. Der Geschäftszweck des Unternehmens erstreckt sich auf den An- und Verkauf sowie die Vermietung von Industriegütern, insbesondere Datenverarbeitungsanlagen und -geräten, sowie alle hierfür dienlichen Geschäfte. Zum Konsolidierungskreis gehören 43 Tochtergesellschaften, die zusammen mit der Muttergesellschaft einen Konzern bilden. Dieser stellt seine Abschlüsse sowohl nach den Vorschriften des HGB als auch den IFRS auf.
Der Vorstand von CHG-Meridian besteht aus Mathias Wagner (Vorsitzender), Daniel Welzer und Ulrich Bergmann. Der Aufsichtsrat hat sechs Mitglieder und wird von Jürgen Mossakowski (Vorsitzender) geführt.

### Kennzahlen
|                                                          | 2017   | 2018   | 2019   | 2020   | 2021    | 2022   | 2023   | 2024   |
| -------------------------------------------------------- | ------ | ------ | ------ | ------ | ------- | ------ | ------ | ------ |
| Neugeschäftsvolumen (in Mrd. €)                          | 1,243  | 1,511  | 1,995  | 1,758  | 1,727   | 2,23   | 2,45   | 2,83   |
| Konzernjahresüberschuss (in Mio. €)                      | 57,270 | 65,798 | 64,608 | 87,017 | 113,133 | 100,32 | 111,02 | 123,90 |
| Ergebnis der gewöhnlichen Geschäftstätigkeit (in Mio. €) | 87     | 95     | 91     | 123    | 151     | 135,92 | 164,25 | 175,42 |
| Verwaltetes Technologieportfolio (in Mrd. €)             |        |        | 6,88   | 7,5    | 7,8     | 8,95   | 10,01  | 11,73  |
| Mitarbeiterzahl                                          | 899    | 1.025  | 1.084  | 1.172  | 1.187   | 1.300  | 1.400  | 1.600  |